# Adem Güven
Adem Güven (Konya, 11 ottobre 1985) è un ex calciatore norvegese, di ruolo attaccante.

## Carriera

### Club

#### Raufoss
Güven ha iniziato la carriera con la maglia del Raufoss. Il 25 aprile 2004 ha debuttato in 1. divisjon con questa maglia, subentrando a Mattias Andersson nella sconfitta per 3-0 in casa del Sandefjord. In seguito, la squadra è retrocessa ed è tornata soltanto nel 2007 in questa divisione: il 9 aprile dello stesso anno, infatti, è arrivato il primo gol nella 1. divisjon, nel pareggio per 2-2 in casa del Notodden.

#### HamKam
L'anno seguente, è passato all'HamKam. Il 30 marzo 2008 ha esordito così nell'Eliteserien: è stato titolare nella sconfitta per 2-0 in casa del Bodø/Glimt. Il 6 aprile ha siglato la prima rete nella massima divisione norvegese, nella vittoria per 3-2 sul Viking. La squadra è retrocessa però in 1. divisjon al termine della stagione.

#### Kongsvinger
Nel 2010 è passato al Kongsvinger, neopromosso nell'Eliteserien. Ha debuttato con la nuova maglia il 14 marzo, nella sconfitta per 2-0 in casa dello Strømsgodset. Il 5 aprile è andato a segno per la prima volta, ma la sua squadra è stata sconfitta per 1-2 dall'Aalesund.

#### Odd
Il 23 dicembre 2011 è stato annunciato il suo passaggio all'Odd Grenland, a partire dal 1º gennaio successivo. Il primo incontro con questa casacca è stato datato 25 marzo 2012, in occasione della sconfitta casalinga per 0-4 contro il Sogndal. Le prime reti sono arrivate il 13 maggio, con la doppietta nella vittoria per 1-4 sullo Hønefoss. Il 31 luglio 2013, il suo contratto con l'Odd è giunto alla scadenza e il giocatore si è svincolato.

#### Mersin İdman Yurdu
Libero da legami contrattuali, ha firmato per i turchi del Mersin İdman Yurdu, formazione militante nella TFF 1. Lig. Ha esordito in squadra il 31 agosto, subentrando a Güven Varol in occasione della vittoria casalinga per 3-0 sul Karşıyaka. Il 9 dicembre ha realizzato la prima rete, nel pareggio per 2-2 sul campo del Bucaspor. A fine stagione, la squadra ha conquistato la promozione nella Süper Lig.
Nel campionato 2014-2015, è stato ai margini della squadra per molti mesi a causa della rottura della clavicola. È riuscito a debuttare nella massima divisione locale soltanto il 22 maggio 2015, schierato titolare nella vittoria esterna per 1-2 sul Gençlerbirliği. Si è svincolato alla fine della stessa stagione.

#### Il ritorno al Kongsvinger
Il Kongsvinger ha annunciato d'aver tesserato il giocatore, libero da vincoli contrattuali, in data 12 settembre 2015. È tornato a calcare i campi norvegesi in data 14 settembre, subentrando a Mats Cato Moldskred nella vittoria per 3-0 sul Molde 2. Il 26 settembre, con la vittoria per 4-0 sul Nardo, il suo Kongsvinger si è assicurato la promozione in 1. divisjon con quattro giornate d'anticipo sulla fine del campionato.
Il 18 gennaio 2017 ha rinnovato il contratto con il Kongsvinger per altre due stagioni. Il 24 dicembre 2018 ha ulteriormente prolungato l'accordo che lo legava al club, fino al 31 dicembre 2019.

## Statistiche

### Presenze e reti nei club
Statistiche aggiornate al 9 novembre 2017.
| Stagione                  | Club                      | Campionato                | Campionato | Campionato | Coppe nazionali | Coppe nazionali | Coppe nazionali | Coppe continentali | Coppe continentali | Coppe continentali | Supercoppe | Supercoppe | Supercoppe | Totale | Totale |
| Stagione                  | Club                      | Comp                      | Pres       | Reti       | Comp            | Pres            | Reti            | Comp               | Pres               | Reti               | Comp       | Pres       | Reti       | Pres   | Reti   |
| ------------------------- | ------------------------- | ------------------------- | ---------- | ---------- | --------------- | --------------- | --------------- | ------------------ | ------------------ | ------------------ | ---------- | ---------- | ---------- | ------ | ------ |
| 2004                      | Raufoss                   | 1D                        | 1          | 0          | CN              | ?               | ?               | -                  | -                  | -                  | -          | -          | -          | ?      | ?      |
| 2005                      | Raufoss                   | 2D                        | ?          | ?          | CN              | ?               | ?               | -                  | -                  | -                  | -          | -          | -          | ?      | ?      |
| 2006                      | Raufoss                   | 2D                        | ?          | ?          | CN              | ?               | ?               | -                  | -                  | -                  | -          | -          | -          | ?      | ?      |
| 2007                      | Raufoss                   | 1D                        | 29         | 6          | CN              | ?               | ?               | -                  | -                  | -                  | -          | -          | -          | ?      | ?      |
| Totale Raufoss            | Totale Raufoss            | Totale Raufoss            | ?          | ?          |                 | ?               | ?               |                    | -                  | -                  |            | -          | -          | ?      | ?      |
| 2008                      | HamKam                    | ES                        | 19         | 1          | CN              | 2               | 0               | -                  | -                  | -                  | -          | -          | -          | 21     | 1      |
| 2009                      | HamKam                    | 1D                        | 25         | 8          | CN              | ?               | ?               | -                  | -                  | -                  | -          | -          | -          | ?      | ?      |
| Totale HamKam             | Totale HamKam             | Totale HamKam             | 44         | 9          |                 | ?               | ?               |                    | -                  | -                  |            | -          | -          | ?      | ?      |
| 2010                      | Kongsvinger               | ES                        | 30         | 7          | CN              | 4               | 1               | -                  | -                  | -                  | -          | -          | -          | 34     | 8      |
| 2011                      | Kongsvinger               | 1D                        | 28         | 9          | CN              | 2               | 1               | -                  | -                  | -                  | -          | -          | -          | 30     | 10     |
| 2012                      | Odd                       | ES                        | 27         | 5          | CN              | 4               | 3               | -                  | -                  | -                  | -          | -          | -          | 31     | 8      |
| gen.-lug. 2013            | Odd                       | ES                        | 17         | 2          | CN              | 4               | 0               | -                  | -                  | -                  | -          | -          | -          | 21     | 2      |
| Totale Odd                | Totale Odd                | Totale Odd                | 44         | 7          |                 | 8               | 3               |                    | -                  | -                  |            | -          | -          | 52     | 10     |
| ago. 2013-2014            | Mersin İdman Yurdu        | 1L                        | 11         | 2          | CT              | 1               | 0               | -                  | -                  | -                  | -          | -          | -          | 12     | 2      |
| 2014-2015                 | Mersin İdman Yurdu        | SL                        | 1          | 0          | CT              | 2               | 0               | -                  | -                  | -                  | -          | -          | -          | 3      | 0      |
| Totale Mersin İdman Yurdu | Totale Mersin İdman Yurdu | Totale Mersin İdman Yurdu | 12         | 2          |                 | 3               | 0               |                    | -                  | -                  |            | -          | -          | 15     | 2      |
| set.-dic. 2015            | Kongsvinger               | 2D                        | 6          | 1          | CN              | -               | -               | -                  | -                  | -                  | -          | -          | -          | 6      | 1      |
| 2016                      | Kongsvinger               | 1D                        | 25+1       | 14+2       | CN              | 5               | 2               | -                  | -                  | -                  | -          | -          | -          | 31     | 18     |
| 2017                      | Kongsvinger               | 1D                        | 24         | 10         | CN              | 1               | 0               | -                  | -                  | -                  | -          | -          | -          | 25     | 10     |
| Totale Kongsvinger        | Totale Kongsvinger        | Totale Kongsvinger        | 113+1      | 41+2       |                 | 12              | 4               |                    | -                  | -                  |            | -          | -          | 126    | 47     |
| Totale                    | Totale                    | Totale                    | ?          | ?          |                 | ?               | ?               |                    | -                  | -                  |            | -          | -          | ?      | ?      |